# Brumovice (okres Břeclav)
Brumovice (německy Brumowitz) jsou obec v okrese Břeclav v Jihomoravském kraji, 22 km severně od Břeclavi. Žije zde přibližně 1 000 obyvatel. V jižní části obce protéká potok Trkmanka a v severní Haraska. Od roku 2002 jsou Brumovice součástí Mikroregionu Hustopečsko a od roku 2004 Velkopavlovické vinařské podoblasti.

## Název
Název se vyvíjel od varianty Brumowiz (1250), Borunowich (1256), Braumowicze (1595), Braumowitze (1609), Braumowitz (1633), Brumowitz (1673), Braumowitz (1718, 1720), Braunowitz (1751), Brumowitz a Brumovice (1846), Brumowitz a Brumovice (1872), Brumovice (1881). Místní jméno vzniklo z osobního jména Bruno, k němuž byla přidána přípona -ice a znamenalo ves lidí Brunových.

## Historie
Vesnice je kolonizačního původu z poloviny 13. století. Podle archeologických nálezů se v severní části dnešní obce nacházelo první slovanské osídlení v 9. století a patrně zde vydrželo ještě v 10. či 11. století. Pozdější výskyt však doložen není, až přítomnost nových osadníků v polovině 13. století. První písemná zmínka pochází z roku 1250, kdy markrabě Přemysl Otakar II. daroval ves Kunovi z Obřan. Ten ji vzápětí přeprodal Brunovi ze Schauenburku. Jeho jméno se vyskytuje i v názvu obce, nikoli však po něm, nýbrž patrně po jiném Brunovi, neboť jméno dědiny Brumowitz se objevuje už v listině stvrzující prodej.
Po několika změnách majitele se v roce 1460 dostaly Brumovice v rámci velkopavlovického dominia do majetku pánů z Lipé, jmenovitě Jindřicha VIII. z Lipé, jenž v té době přikoupil i (dnes již zaniklé) vsi Kloboučky, Harasy a Divice. Na počátku 16. století tchán a poručník Jindřicha IX. z Lipé Vilém II. z Pernštejna přikoupil panství hodonínské, čímž Velké Pavlovice spojil s Hodonínem a obě panství 24. února 1512 postoupil Jindřichovi. S výjimkou krátkého období let 1648–1667, kdy Brumovice patřily k tzv. jakardovskému statku v Kobylí, tak byly spojeny s velkopavlovickým a hodonínským panstvím až do zrušení patrimoniální v roce 1848.
V květnu 1594 Jan z Lipé prodal panství Juliu hraběti ze Salm-Neuburgu, od jehož synů je 24. června 1600 získal uherský feudál Štěpán Illiesházy z Illiesházy. Od něj panství převzala manželka Kateřina, po roce 1605 je jménem moravských stavů spravoval náměstek zemského hejtmana Ladislav Berka z Dubé a Lipého, mezi roky 1608–1609 znovu krátce Illiesházy a po jeho smrti opět vdova Kateřina z Pálfy-Ërdödu. Ta je v roce 1614 prodala švagrovi Zdeňku Žampachovi z Potnštejna a jeho rod panství držel s krátkou válečnou přestávkou až do roku 1650. Třicetiletou válku přežilo z původních 47 brumovických selských rodin jen 28, tedy necelých 60 %. V roce 1637 byla obec poničena a vypálena Kuruci. Až kolem roku 1716 bylo opět dosaženo předválečného početního stavu a v roce 1763 zde žilo již 76 rodin s 347 osobami.
Helena Kateřina Jakartovská se jako vdova po Janu Burianovi v roce 1650 provdala za hraběte Bedřicha z Oppersdorfu a v září 1692 Oppersdorfové prodali panství knížeti Janu Adamovi I. z Lichtenštejna. Jeho dcera Marie Antonie vykoupila druhou polovinu od své sestry Marie Alžběty a panství se ujala rodina jejího manžela Marka Adama hraběte Czobora. Roku 1762 byl celé panství z konkursu koupil císař František Štěpán Lotrinský. V držení panovnického rodu zůstalo, ještě s přikoupeným čejkovickým statkem, až do vzniku Československa.
V roce 1897 byl zahájen provoz na trati Hodonín–Zaječí. V bojích 1. světové války zahynulo 36 obyvatel, 6 zemřelo později na válečná zranění a 8 jich bylo nezvěstných. V legiích bojovalo 11 brumovických občanů. Během 2. světové války zahynuli všichni zdejší Židé v koncentračních táborech. V těžkých bojích na konci války zahynulo 5 občanů a obec byla osvobozena 16. dubna 1945.
Do jihovýchodní části katastru obce do 30. let 19. století zasahovalo Kobylské jezero.

## Obyvatelstvo
Podle sčítání 1930 zde žilo v 352 domech 1379 obyvatel. 1377 obyvatel se hlásilo k československé národnosti a 1 k německé.

### Struktura
Vývoj počtu obyvatel za celou obec i za jeho jednotlivé části uvádí tabulka níže, ve které se zobrazuje i příslušnost jednotlivých částí k obci či následné odtržení.
| Místní části   | Místní části   | 1896 | 1880 | 1890 | 1900 | 1910 | 1921 | 1930 | 1950 | 1961 | 1970 | 1980 | 1991 | 2001 | 2013 |
| -------------- | -------------- | ---- | ---- | ---- | ---- | ---- | ---- | ---- | ---- | ---- | ---- | ---- | ---- | ---- | ---- |
| Počet obyvatel | část Brumovice | 1082 | 1196 | 1222 | 1321 | 1370 | 1394 | 1379 | 1168 | 1212 | 1103 | 1010 | 930  | 942  | 929  |
| Počet domů     | část Brumovice | 234  | 266  | 282  | 294  | 295  | 298  | 352  | 350  | 358  | 339  | 329  | 389  | 389  |      |

### Náboženský život
Kostel s farou je v obci výslovně připomínán k roku 1478. Není jisté, zda byl v té době katolický, ale protože obvykle poddaní následovali ve víře svou vrchnost, lze předpokládat. Až Jan z Lipé, jenž se ujal vlády nad panstvím v roce 1541, se přidal k bratrské církvi. V průběhu 16. století se v Brumovicích usadili příslušníci jednoty bratrské a Čeněk z Lipé jim daroval místo pod kostelem ke zřízení sboru, vysvěceného v roce 1581. O přítomnosti novokřtěnců, kteří pobývali v některých okolních obcích, však kroniky nic neuvádí. Po bělohorské bitvě došlo v zemi k rekatolizaci, v Brumovicích však neměli vlastního katolického kněze, kostel v roce 1637 vyhořel, a tak byli přifařeni ke Kobylí.
Marie Antonie z Lichtenštejna zde nechala roku 1716 vystavět kapli sv. Antonína Paduánského, jež byla v roce 1784 zvětšena na kostel. Ten byl v roce 1903 dále rozšířen a byla přistavěna věž. Téhož roku zde byla zřízena tzv. lokalie kobylské fary, v roce 1823 sem byly z Boleradic přifařeny sousední Morkůvky a roku 1859 se z lokalie stala samostatná fara. V době sčítání 1930 žilo v obci 1 112 římských katolíků, 239 evangelíků, 12 příslušníků Církve československé husitské a 15 židů. V roce 1901 zde vznikla kazatelská stanice evangelického sboru v Kloboukách a 8. září 1927 si v obci postavili vlastní modlitebnu. Evangelická Diakonie Klobouky u Brna provozuje od roku 2005 v Brumovicích Domov Arkénie, který je určen pro dospělé klienty s mentálním postižením. V roce 2015 bylo jako součást Domova otevřeno chráněné bydlení Mirandie. V roce 1991 se ke katolické víře hlásilo 613 osob, za celou farnost i s Morkůvkami to bylo 728 osob, zatímco k Českobratrské církvi evangelické se v Brumovicích hlásilo 113 osob.

## Symboly
Obec v minulosti používala obecní pečeť, na níž byl v kruhovém poli lemovaném perlovcem vyobrazen kosíř a další neurčitelný nástroj, nad nimiž byla révová ratolest s dvěma hrozny a jedním listem. Po obvodu pečetního pole byl nápis „PECET DIEDI[NY] BRAUMOWIC“. V prvorepublikovém období razítko neslo v kruhovém poli asymetrickou radlici s tulejí a na ní byla položena ratolest vinné révy se dvěma hrozny a čtyřmi listy. Po obvodu byl nápis „OBECNÍ ÚŘAD V BRUMOVICÍCH“. Z tohoto vzoru vycházel i návrh znaku, jenž byl obci přidělen předsedou parlamentu v roce 1999 spolu s praporem. Ty jsou popsány takto:
| „ | V zeleném štítě stříbrná radlice, v ní zelená révová ratolest se čtyřmi listy a dvěma modrými hrozny. | “ |

| „ | List [vlajky] tvoří pět vodorovných pruhů, zelený, bílý, modrý, bílý a zelený v poměru 3:1:1:1:3. Poměr šířky k délce je 2:3. | “ |

## Pamětihodnosti
- Kostel svatého Antonína Paduánského, barokní stavba z 18. století
- Pamětní deska Jana Herbena na jeho rodném domě č. 176 od sochaře Antonína Lhotáka. Byla odhalena v květnu 1937 Tělocvičnou jednotou Sokol při příležitosti 75. výročí narození spisovatele a novináře.
- Boží muka

## Osobnosti
- Jan Herben (1857–1936), spisovatel, novinář a politik, brumovický rodák
- Vladimír Kovářík (1921–1999), malíř, ilustrátor a grafik, brumovický rodák

## Galerie

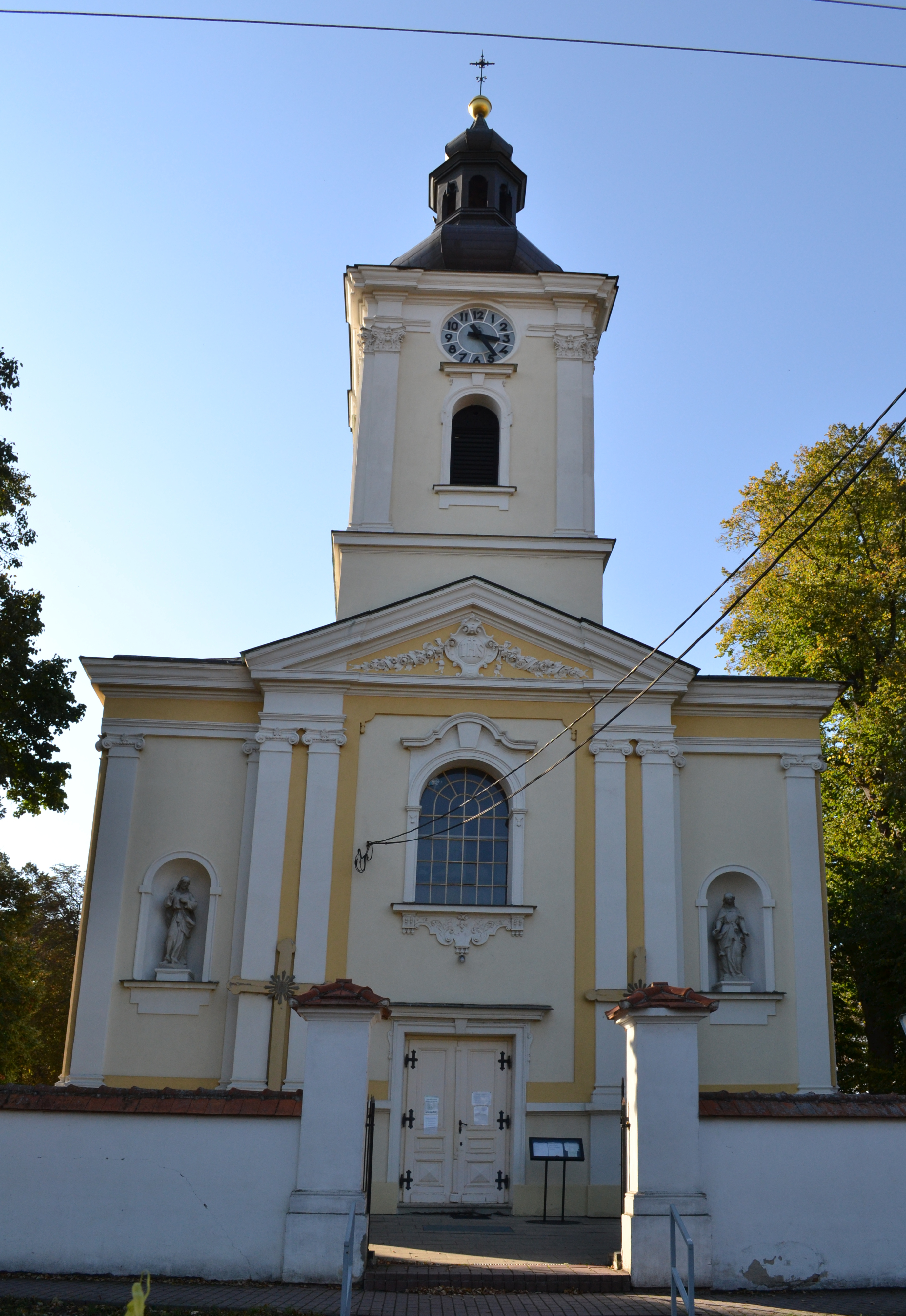
kostel svatého Antonína Paduánského
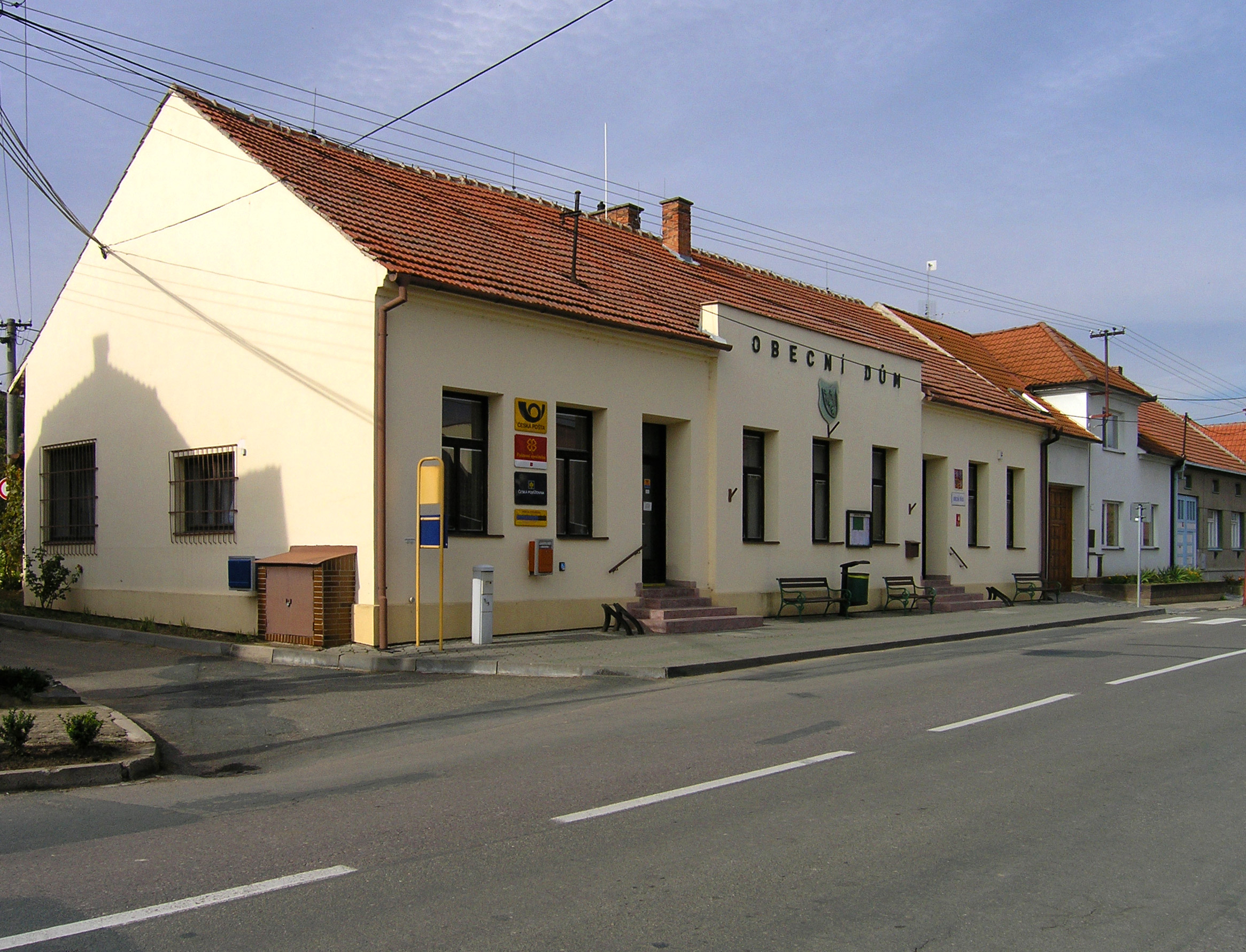
obecní úřad
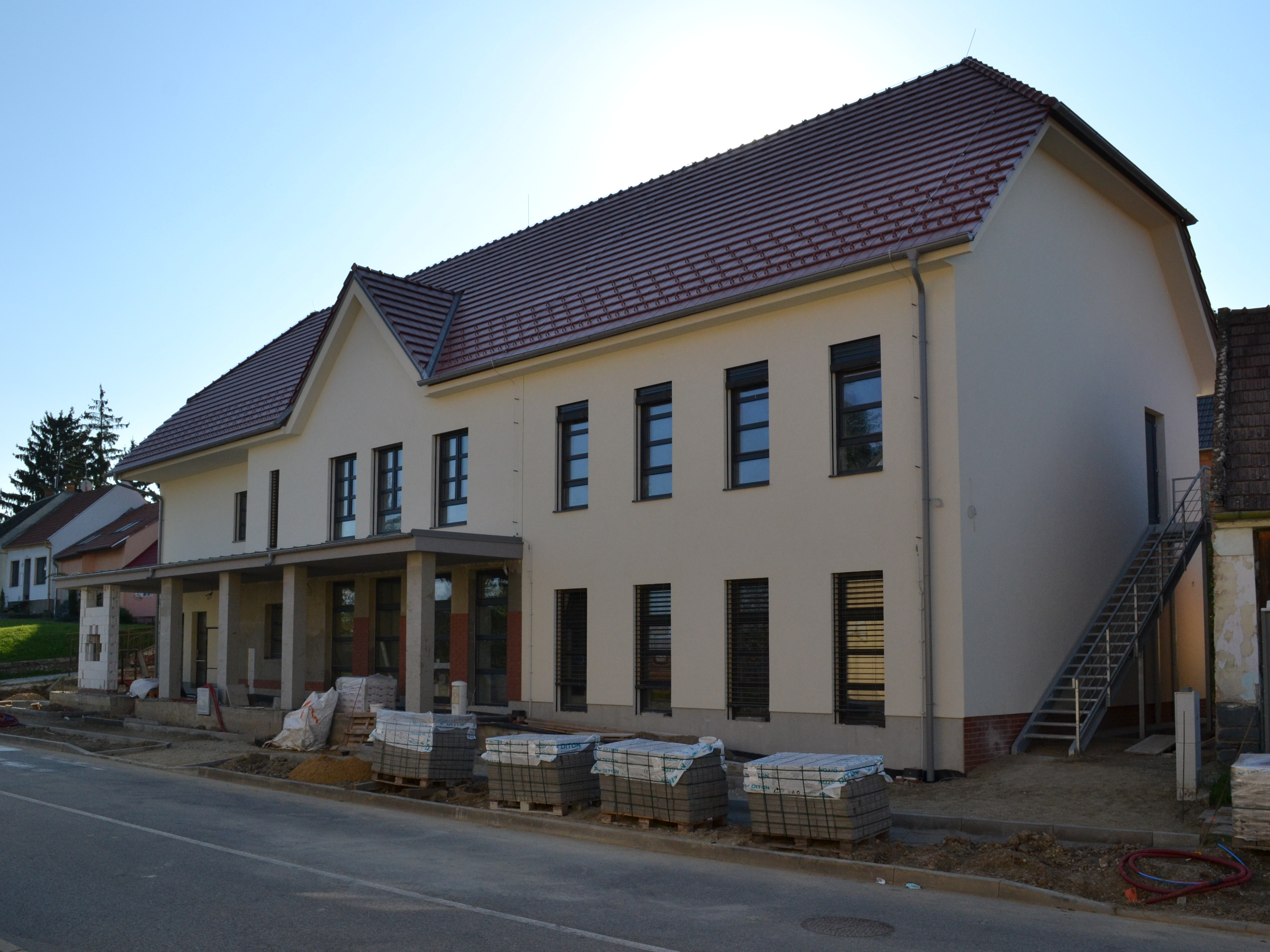
nová radnice
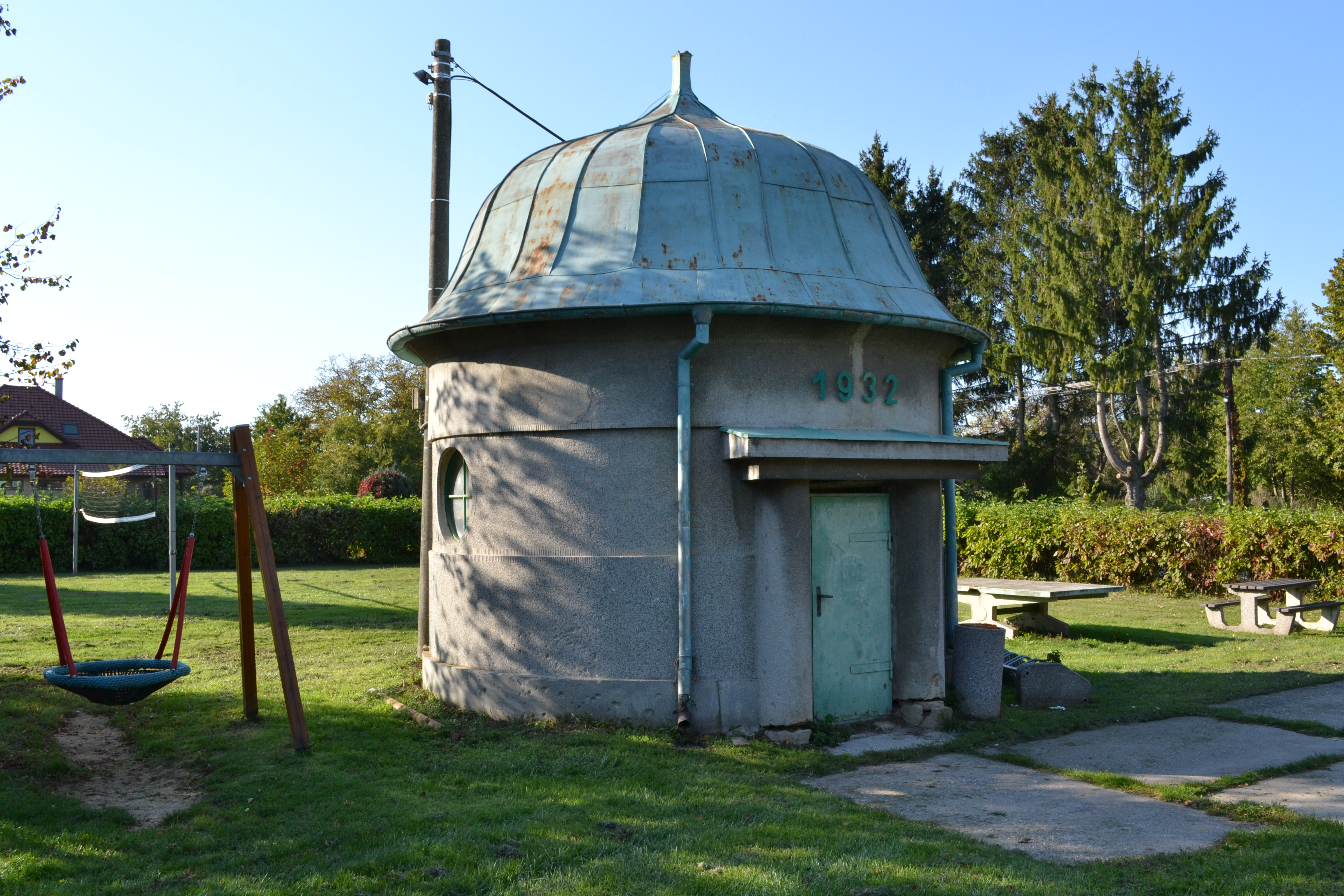
čerpadlovna z roku 1932
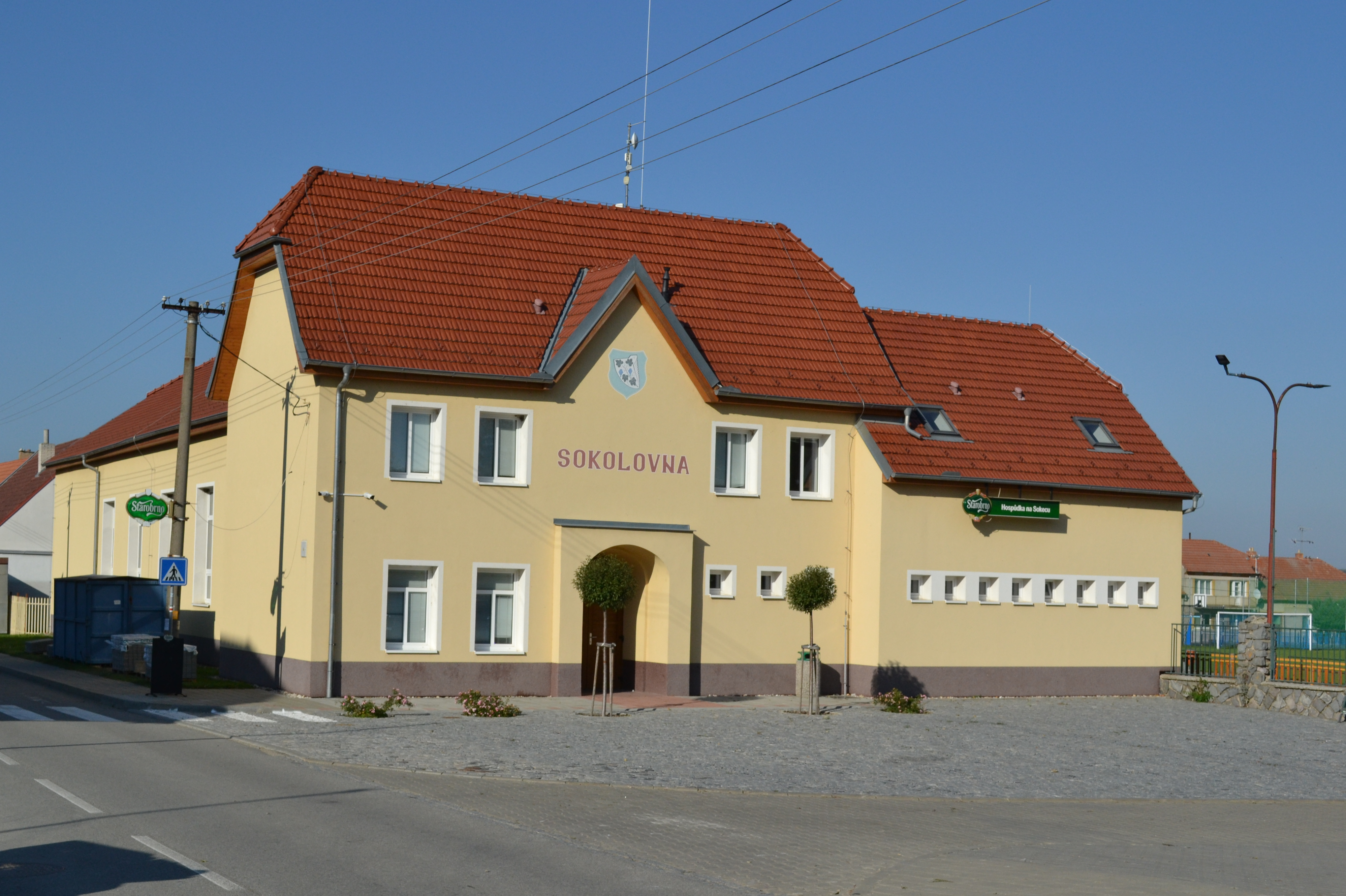
sokolovna
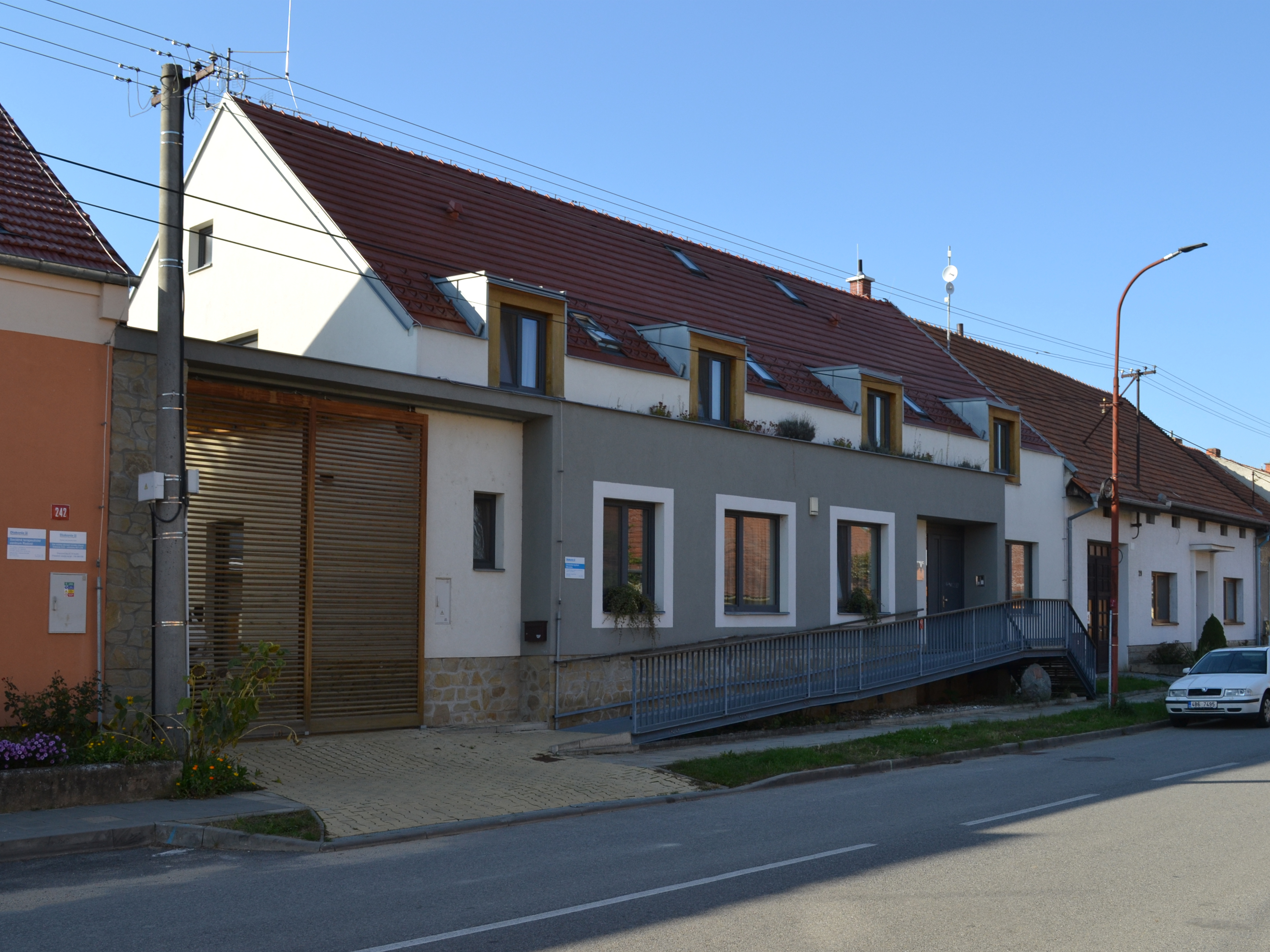
chráněné bydlení Mirandie